# Dichrogaster lateralis
Dichrogaster lateralis là một loài tò vò trong họ Ichneumonidae.